# چلنتزا سول ترینیو
چلنتزا سول ترینیو (به ایتالیایی: Celenza sul Trigno) یک کومونه در ایتالیا است که در استان کییتی واقع شده‌است.

## خصوصیات
چلنتزا سول ترینیو ۲۲ کیلومترمربع مساحت و ۱٬۰۲۸ نفر جمعیت دارد و ۶۴۶ متر بالاتر از سطح دریا واقع شده‌است.

## خواهرخوانده
شهر ورنیو خواهرخواندهٔ چلنتزا سول ترینیو هست.